# Rōmusha
Rōmusha (労務者) ist ein japanisches Wort für "Arbeiter", hat aber vor allem in der Zeit der japanischen Besatzung Indonesiens im Zweiten Weltkrieg die Bedeutung "Zwangsarbeiter" erhalten, als das  japanische Militär auf der Insel Java zwischen vier und zehn Millionen Romusha zur Arbeit zwang. Viele von ihnen starben unter den harten Bedingungen oder strandeten weit von der Heimat. Der Begriff wurde weder von den Japanern noch von den Alliierten definiert, und die Zahlen schließen manchmal sowohl die unbezahlten kinrōhōshi-Arbeiter mit ein, auch die von Japan unterstützte indonesische Freiwilligen-Armee Pembela Tanah Air (PETA) und die freiwilligen transmigrasi zu anderen indonesischen Inseln.

## Übersicht
Die Rōmusha waren bezahlte rekrutierte Arbeiter, die auf Sumatra, dem östlichen Indonesien und auf Java mobilisiert wurden. Etwa zehn Prozent von ihnen waren Frauen. Ihre Dienstzeiten umfassten einen Tag oder auch die Zeit, die nötig war, um ein bestimmtes Projekt zu vollenden. Die Arten von Arbeit waren sehr unterschiedlich: von leichter Hausarbeit bis zu schwerer Bauarbeit. Allgemein wurden die Rōmusha innerhalb jedes Regierungsbezirks mobilisiert. Die Arbeitsstelle war zu Fuß erreichbar. Doch für besondere Projekte konnten die Rōmusha in andere Bezirke entsandt werden. Wenn ihre vorgesehene Dienstzeit abgelaufen war, wurden sie nach Hause geschickt und mit neuen Arbeitern ersetzt. Manche jedoch wurden weg von Indonesien zu anderen japanisch besetzten Gebieten in Südost-Asien geschickt. Dies betraf auch etwa 270.000 Arbeiter von Java, von denen nur 52.000 wieder zurück nach Java kamen. Viele waren gestorben oder nach dem Krieg migriert.

## Geschichte
Die Praxis unbezahlter Dienstarbeit war schon in der Kolonialzeit von Niederländisch-Ostindien üblich. Wenngleich es eine Verbesserung war, dass die Rōmusha bezahlt wurden, so blieben die Löhne hinter der Inflation zurück, und oftmals waren sie gezwungen, unter gefährlichen Umständen zu arbeiten, bei schlechter Ernährung, Unterbringung und medizinischer Versorgung. Die Rōmusha wurden durch tatsächlich unbezahlte Arbeiter ergänzt, die kinrōhōshi, die vor allem niedere Arbeit leisteten. Die kinrōhōshi wurden für eine kürzere Dauer als die Rōmusha verpflichtet, und zwar über die Tonarigumi-Nachbarschaftsverbände. Sie waren in der Theorie Freiwillige, doch wurde erheblicher sozialer Druck ausgeübt, "Freiwilliger" zu werden. Dies war ein Zeichen, dass sie der japanischen Sache loyal gegenüber standen. Im Jahr 1944 gab es auf Java etwa 200.000 kinrōhōshi. 
Die Brutalität des Rōmusha- und anderer Systeme der Zwangsarbeit war ein Hauptgrund für die hohen Todesraten zwischen Indonesiern während der japanischen Besatzung. Später stellte ein UN-Bericht fest, dass vier Millionen Menschen in Indonesien als Folge der japanischen Besetzung gestorben sind. Etwa 2,4 Millionen Menschen verhungerten auf Java 1944/45.
Ab 1944 verwendeten die PETA tausende von Rōmusha für die Arbeit an Militäranlagen und für Wirtschaftsprojekte, die Java mit Blick auf alliierte Blockaden autarker machen sollten.
Das japanische Militär machte weiträumigen Gebrauch von solcher Zwangsarbeit, während die Thailand-Burma-Eisenbahn (1942/43) und die Pakan Baroe-Eisenbahn auf Sumatra (1943–45) gebaut wurden. Die Todesrate unter den Rōmusha, durch Gräueltaten, Hungerrationen und Krankheiten, übertraf bei weitem die Todesrate unter alliierten Kriegsgefangenen.